# Список професорів Львівського національного медичного університету імені Данила Галицького: 1784—1945
Список професорів Львівського національного медичного університету імені Данила Галицького: 1784—2007

## А
Абрагамович Орест Остапович, нар. 1948 

Акімов Василь Йосифович, 1900—1964

Алексевич Ярослав Ілліч, 1935—2019

Андрієвський Борис Юрійович, 1998—1962

Андрющенко Віктор Петрович, нар. 1947

Арнольд Вінцентій (Arnold Wincenty), 1864—1942

Артвінський Евгеніюш (Artwiński Eugeniusz), 1892—1944

## Б
Бабадагли Олександр Христофорович, 1898—1975

Бабель Де Фронсберґ Франц (Babel De Fronsberg Franz) [Архівовано 3 січня 2017 у Wayback Machine.], 1773—1841

Бабич Віктор Іванович [Архівовано 4 березня 2016 у Wayback Machine.], 1944—2006

Бабляк Дмитро Євгенович, нар. 1930

Банах Онуфрій Степанович, нар. 1934

Баранов Сергій Микитович (Баранов Сергей Никитович), 1918—2000

Барановський Тадеуш (Baranowski Tadeusz), 1910—1993

Бариляк Роман Олександрович, 1914—1987

Баронч Роман (Barącz Roman), 1856—1930

Беднарський Адам (Bednarski Adam), 1869—1941

Бек Адольф (Beck Adolf), 1863—1942

Беррес Йозеф (Berres Joseph), 1796—1844

Беседін Віктор Миколайович, нар. 1942

Беседін Сергій Миколайович, 1949—2006

Беш Леся Василівна, нар. 1960

Бернацкий Едмунд (Biernacki Edmund), 1866—1911

Бєліцька Євгенія Яківна

Бикова Анфіса Івановна (Быкова Анфиса Ивановна), 1918—1973

Биліцкий Владислав (Bylicki Władysław), 1946—1931

Бідюк Мартин Миколайович, 1935—2006

Бікелес Ґустав (Bikeles Gustaw), 1861—1918

Білинський Борис Тарасович, нар. 1933

Бобранський Боґуслав (Bobrański Boguslaw), 1904—1991

Богосєвіч Теодор (Bohosiewicz Teodor), 1867—1948

Бойко Ніна Іванівна, нар. 1947

Бондзинський Станіслав (Bądzyński Stanisław), 1862—1929

Боржієвський Андрій Цезарович, нар. 1972

Боржієвський Цезар Кайтанович, нар. 1930

Борис Юрій Богданович, нар. 1948

Бохенський Казімєж (Bocheński Kazimierz), 1871—1953

Булієнко Сергій Дмитрович, 1922—2002

## В
Ваґнер Бенедикт (Wagner Benedykt)

Валіґура Яків Степанович, 1920—1997

Вальц Ян (Waltz Jan), ? — 1788

Варес Евальд Янович (Варес Эвальд Янович), нар. 1925—2010

Василенко Володимир Харитонович, 1897—1987

Вдовиченко Валерій Іванович, нар. 1941

Вебер Фердинанд (Weber Von Ebenhof Ferdinand), 1819—1893

Вейберґ Зиґмунт Щепан (Weyberg Zygmunt Szczepan), 1872—1945

Вейґль Рудольф Стефан (Weigl Rudolf Stefan), 1883—1957

Вер Віктор (Wehr Wiktor), 1852—1905

Вертипорох Євген, 1878—1973

Верхацький Микола Полієвктович, 1899—1968

Вєжуховський Мечислав (Wierzuchowski Mieczyslaw), 1895—1967

Вєтренко Тамара Володимирівна, 1926—2006

Виговський Володимир Павлович, 1920—2005

Винницький Олег Іванович, 1949—1997

Виноград Наталія Олексіївна, 1956

Відман Оскар (Widmann Oskar, 1839—1900

Вікулов Анатолій Васільович (Вікулов Анатолий Васильевич,

Вільховий Василь Федорович 1918—2000

Вільчинський Михайло Олександрович 1934

Вільчинський Тадеуш (Wilczyński Tadeusz) 1888—1981

Вічковський Юзеф-Дроґослав (Wiczkowski Jozef Drogoslaw) 1858 — ?

Владзімірська Олена Василівна 1929

Влох Ірина Йосипівна 1941

Вовк Юрій Володимирович 1958

Войленко Володимир Миколайович 1918—2000

Войно-Ясєнєцкій Міхаїл Валентинович (Войно-Ясенецкий Михаил Валентинович)

Войціцкі Зигмунт (Woycicki Zygmunt Teobald Wawrzyniec) 1871—1941

Вольтер Самуїл Володимирович (Вольтер Самуил Владимирович)

Воробець Зіновій Дмитрович 1948

Воробець Наталія Миколаївна 1956

Воробйов Анатолій Маркович (Воробйов Анатолий Маркович, 1900—1955

## Г
Гавранек Іґнац Віктор (Hawranek Ignacy Wiktor) 1824—1888

Гаврилюк Анастасія Якимівна 1907—1973

Гаврилюк Юрій Йосифович 1960—2000

Гайндл Антон Франц (Haindl Anton Franz) 1803—1855

Гакет Бальтазар (Аке Де Ля Мот Бальтазар, Hacquet De La Motte Balthasar) 1740 − 1815

Гальбан Генрик (Halban Henryk) 1870—1933

Ганіткевич Ярослав Володимирович 1929

Геллєр Юзеф (Heller Josef) 1896—1982

Герасун Борис Абрамович 1938

Герич Ігор Дионізович 1961

Герман Максиміліан Владислав (Herman Maksymilian Wladyslaw) 1871—1919

Гілярович Генрик (Hilarowicz Henryk) 1890—1941

Гільденбранд Йоган Валентин (Hildenbrand Johann Valentin Von) 1763—1818

Глухенький Тимофій Титович 1902—1980

Глухенький Тихон Титович 1896−1990

Гнатейко Олег Зіновійович 1943

Гнатишак Анатолій Іванович 1917—1997

Гогіна Ірина Федорівна 1946

Гончаренко Євген Іванович 1921—1979

Горачек Павел Йозеф (Horaczek Pawel Jozef)

Горновський Юзеф Станіслав (Hornowski Józef Stanisław) 1784—1923

Готра Олександра Зенонівна 1965

Готь Іван Мирославович 1942

Гоцко Євстахій Володимирович 1930—1992

Грабченко Іван Митрофанович 1894—1975

Гром Орест Лаврентійович 1943

Громовик Богдан Петрович 1957

Гроховський Володимир Йосипович 1936

Грошовий Тарас Андрійович 1941

Гуляєва Раїса Алексєєвна (Гуляева Раиса Алексеевна) 1918

Гурладі Надія Сергіївна 1926

## Ґ
Ґатшер Франц (Gatscher Franciscus De Paula) 1820—1882

Ґжеґоцький Мечислав Йосифович 1932−1996

Ґжеґоцький Мечислав Романович 1952

Глузинський Антоній Владислав (Gluziński Antoni Władyslaw) 1856—1935

Ґонсьоровський Наполеон Ян (Gąsiorowski Napoleon Jan) 1876—1941

Ґонька Анджей (Gońka Andrzej) 1857−1909

Ґрек Ян (Grek Jan) 1875—1941

Ґроєр Франц Юзеф Стефан (Groer Franz Jósef Stefan) 1887—1965

Ґруца Адам (Gruca Adam) 1893—1983

## Д
Дадлєж Юзеф (Dadlez Josef) 1896—1970

Данилейченко Валерій Васильович 1939

Даниленко Михайло Васильович (Даниленко Михаил Васильевич) 1918—2002

Даниленко Олена Трохимівна 1919

Даценко Ірина Іванівна 1925—2006

Демяновський Адріян (Demianowski Adrian) 1887—1959

Детюк Євдокія Сергіївна 1921—2002

Децик Юліан Ілліч 1920—1997

Дзісь Євген Іванович 1953

Дибан Андрій Павлович 1922

Дибовський Бенедикт (Dybowski Benedykt Tadeusz) 1833—1930

Дівальд Франц (Diwald Franz) 1784—1828

Дмоховський Здіслав (Dmochowski Zdzislaw) 1864—1924

Добжанецький Владислав (Dobrzaniecki Wladyslaw) 1897—1941

Добжанський Антоній (Dobrzański Antoni) 1893—1953

Добрянський Дмитро Олександрович 1963

Доля Валєнтин Єґорович (Доля Валентин Егорович) 1934

Домашевич Александер (Domaszewicz Aleksander) 1887—1948

Дубовий Михайло Іванович 1908−1995

Дунін-Вонсович Мечислав (Dunin-Wasowicz Mieczyslaw) 1849—1913

Дутка Роман Ярославович 1948

Духек Адальберт/ Войцех (Duchek Adalbert/ Wojciech) 1824—1882

## Є
Єфімов Міхаіл Іванович (Ефимов Михаил Іванович) 1906 — ?

## Ж
Жердзінський Войцех (Źerdziński Wojciech) -

Жогло Федір Андрійович 1936—2000

Журбін Олексій Іванович 1899—1974

## З
Заболотний Тарас Дмитрович 1946

Зайченко Ілля Леонтійович 1896—1964

Залевський Теофіл (Zalewski Teofil) 1872—1954

Заліська Ольга Миколаївна 1971

Заремба Євгенія Хомівна 1935

Захарія Катерина Андріївна 1926

Збарж Яків Михайлович 1907—2002

Зербіно Дмитро Деонисович 1926

Зємбіцький Вітольд Кароль (Ziembicki Witold Karol) 1874—1950

Зємбіцький Ґжеґож (Ziembicki Grzegorz) 1848—1915

Зіменковський Борис Семенович 1940

Зубачик Володимир Михайлович 1954

## І
Івашкевич Григорій Артемович 1917—1997

Ігнатов Сергій Іларіонович 1899—1997

Ільницький Іван Григорович 1948

## К
Кадий Генрик (Kadyi Henryk) 1851—1912

Калинюк Тимофій Григорович 1944

Каліґа Карл Прокоп (Caliga Carl Procop) 1785—1845

Камаєв Міхайло Федорович (Камаев Михаил Федорович)

Капуано Алоїз (Capuano Alojzy) ? — 1791

Караванов Георгій Григорович 1899—1982

Карпенко Лідія Миколаївна 1929

Каторгіна Ольга Олексіївна 1916—1998

Кевдін Микола Олексійович (Кевдин Николай Алексеевич) 1891—1954

Кияк Юліан Григорович 1946

Кімакович Віктор Йосипович 1956

Кіцера Олександр Омелянович 1931

Клінґ Казимир (Kling Kazimierz, 1884—1942

Кнауер Томаш (Knauer Tomasz) 1741—1802

Кобза Ігор Іванович 1956

Ковалів Богдан-Михайло Михайлович 1928

Коваль Олександр Васильович 1913 −1972

Ковтунович Гаврило Порфентійович 1892—1961

Ковшар Федір Васильович 1904—1978

Козій Григорій Васильович 1898—1988

Козявкін Володимир Ілліч 1947

Комариця Йосиф Дмитрович 1934

Кононенко Віталій Степанович 1931

Коржинський Степан Іванович 1906—1997

Коржинський Юрій Степанович 1946

Корнійчук Олена Петрівна 1957

Косковський Влодзімєж (Koskowski Wlodzimierz) 1893—1965

Костик Ольга Петрівна 1953

Костшевський Якуб (Kostrzewski Jakub) ? — 1798

Крамаренко Василь Пилипович 1916—1998

Красногорський Микола Миколайович (Красногорский Николай Николаевич) 1922 — ?

Крауснекер Петер (Krausnecker Peter) 1766—1832

Кремлєр Антон (Kremler Anton) ? — 1777

Крилова Тамара Васильєвна (Крилова Тамара Васильевна) 1926

Кріґль Август (Kriegl August) ? — 1787

Крук Іван Микитович 1919

Крук Мирослав Богданович 1940

Крупінський Анджей (Krupinski Jedrzej) 1744—1783

Кузьменко Леонід Миколайович 1908—1968

Куколєв Яков Васильович (Куколев Яков Васильевич, 1900—1972

Кулачковський Юрій Владиславович 1925—1988

Кухта Степан Йосифович 1939 Завідувач (1994—2000),

Куцик Юрій Богданович 1964

Кучера Павел (Kučera Pavel)1872—1928

## Л
Лаврик Андрій Устимович 1932

Лавров Анатолій Петрович (Лавров Анатолий Петрович) 1894 — ?

Ладна-Роговська Любов Яківна 1931

Ладний Олександр Якович 1940

Ластовецький Андрій 1902—1943

Лаутнер Франц (Lautner Franz) -

Лесик Роман Богданович 1968

Лесюк Василь Степанович 1924 — ?

Лєнартовіч Ян Тадеуш (Lenartowicz Jan Tadeusz), 1877—1959

Лєщинський Роман (Leszczynski Roman), 1876—1940

Личковський Лев Михайлович 1924—1993

Ліннеманн Едвард Леопольд (Linnemann Edward Leopold), ? — 1886

Липинський Вітольд (Lipinski Witold) 1886—1955

Лисицин Олексій Федорович (Лисицин Алексей Федорович), 1922—1992

Лоба Михайло-Петро Михайлович 1937—1997

Ломницький Ігор Ярославович 1949

Лукавецький Олексій Васильович 1949

Лукасєвіч Володимир ([Łukasiewicz Włodzimierz), 1860—1924

Луцик Богдан Дмитрович 1946

Луцик Дмитро Павлович 1913—2004

Луцик Любомира Антонівна 1918—2000

Луцик Максим Дмитрович 1942

Луцик Олександр Дмитрович 1954

Любомудров Андрій Павлович (Любомудров Андрей Павлович) 1895—1972

Лясковніцький Станіслав (Laskownicki Stanislaw)1892—1978

## М
Магльований Анатолій Васильович 1955

Макґук Франц (Maghuk, Mac-Hugh Або Maggug Franz) 

Мазох Франциск (Masoch Francisco) 1763—1845

Мазур Юрій Іванович 1956

Мазуркєвіч Владислав (Mazurkiewicz Wladyslaw) 1871—1933

Макар Дмитро Арсенійович 1922—2004

Макєєв Валентин Федорович 1941

Максимук Олексій Петрович 1924

Маненко Алєк Костянтинович 1939

Маргер Антон (Marherr Anton) 1748 — ?

Мар'єнко Борис Сергійович 1929

Марішлер Юліуш Кароль (Marischler Juliusz Karol) 1869—1931

Маркін Леонід Борисович 1946

Марков Іван Іванович (Марков Иван Иванович) 1911—2001

Марковський Юзеф Антоній (Markowski Jozef Antoni) 1874—1947

Марс-Нога Антоній Ізидор (Mars-Noga Antoni Izydor) 1851—1918

Мартинів Степан Михайлович 1910—1996

Мартинюк Влас Захарович (Мартынюк Влас Захарович) 1896—1980

Марціняк Тадеуш (Marciniak Tadeusz) 1895—1966

Маслов Хима Васильович (Маслов Ефим Васильевич) 1890—1970

Масляк Володимир Михайлович 1925—2004

Масна Зоряна Зиновіївна 1967

Матвійчук Богдан Олегович 1954

Матешук-Вацеба Леся Ростиславівна 1957

Матяжов Василь Степанович 1927

Махан Ян (Machan Jan) 1762—1825

Махек Емануель Емерик (Machek Emanuel Emeryk) 1852—1930

Медчук Іван Кіндратович 1932—2005

Минка Анатолій Федорович 1935—2002

Миртовський Микола Васильович (Миртовский Николай Васильевич) 1894—1959

Міскіджян Сергій Павлович (Мискиджьян Сергей Павлович) 1910—1985

Мітіна Тетяна Володимирівна (Митина Татьяна Владимировна) 1921—2006

Міхайловський Сєргій Васильович (Михайловский Сергей Васильевич) 1896—1965

Міщенко Михайло 1896—1974

Модраковський Єжи Леопольд (Modrakowski Jerzy Leopold) 1875—1945

Мокєєв Віктор Валер'янович (Мокеев Виктор Валерьянович) 1887 — ?

Монастирський Володимир Анатолійович 1930

Морачевський Вацлав Даміан (Moraczewski Waclaw Damian) 1867 −1950

Мороз Гнат Максимович 1919

Мороз Олександра Мирославівна 1947

Мостюк Агнета Іванівна 1936

Музика Максим Максимович 1889 −1972

Музиченко Володимир Панасович 1941

Муха Катерина Йосипівна 1923—1998

Мухін Володимир Миколайович 1936

## Н
Наґель Карл (Nagel Karl) 1815—1874

Надашкевич Олег Никонович 1955

Надрага Олександр Богданович 1963

Негрич Тетяна Іванівна 1965

Неміловіч Владислав (Niemilowicz Wladyslaw) 1863—1904

Нікотін Міхаїл Павлович (Никотин Михаил Павлович) 1893 — ?

Новак Василь Леонідович 1950

Новицький Ігор Ярославович 1956

Новицький Вітольд Валеріан (Nowicki Witold Walerian) 1878—1941

Нойгаузер Франц (Neuhauser Franz) 1763—1837

Няньковський Сергій Леонідович 1953

## О
Обжут Ондржей (Obrzut Ondrej) 1854—1910

Оґессер Франц (Ogesser Franz) ? — ?

Ожеховський Казимір Едмунд (Orzechowski Kazimierz Edmund) 1878—1942

Олійник Степан Федорович 1918—1992

Омельченко Володимир Михайлович 1920—1982

Орач Роман Іванович 1934

Орлик Володимир Андрійович 1916—2001

Осетинський Томас Григорович 1895

Остерн Павел (Ostern Pawel), 1902-1941

Островський Тадеуш (Ostrowski Tadeusz) 1881—1941

Отелін Олександр Анатолійович 1904—1981

## П
Павловський Михайло Петрович 1930 —2013

Пальчевський Євген Гнатович 1899—1966

Панасюк Євген Миколайович 1928—2001

Панченко Дмитро Іванович 1906—1995

Панчишин Марія Володимирівна 1941

Панчишин Мар'ян 1882—1943

Парнас Якуб Кароль (Parnas Jakob Karol) 1884 −1949

Парновський Борис Людомирович 1941

Пебаль Леопольд (Pebal Leopold) 1826—1887

Переяслов Андрій Анатолійович 1961

Петровський Георгій Олексійович 1901—1957

Петрух Любов Іванівна 1946

Пешковскій Георгій Володимирович (Пешковский Георгий Владимирович) 1903

Пирогова Віра Іванівна 1951

Піняжко Іван-Роман Михайлович 1928—1983

Піняжко Олег Романович 1960

Плауер Юліус (Plauer Julius) -

Плесс Франц (Pless Franz) 1819—1905

Плешанов Євген Валентійович 1941

Плющ Василь 1902—1976

Побєгайло Володимир Михайлович (Побегайло Владимир Михайлович) 1922

Подільчак Михайло Дмитрович 1819—1999

Подорожний Павло Григорович 1920—1999

Позднякова Валентина Трохимівна (Позднякова Валентина Трофимовна) 1917—2001

Покровський Марко Михайлович 1938

Попелюк Павло Федотович 1915—1999

Попєльський Болєслав (Popielski Boleslaw) 1907—1997

Попєльський Лєон (Popielski Leon) 1866—1920

Попик Михайло Петрович 1956

Попов Микола (Попов Николай) 1888—?

Попова Валентина Іванівна (Попова Валентина Ивановна) 1936

Поспішіль Юрій Олексійович, 1952

Прессен Вавжинєц (Pressen Wawrzyniec) -

Примак Федір Якович 1899—1981

Прогульський Станіслав (Progulski Stanislaw) 1874—1941

Пронів Данило Іванович 1923—1991

Прус Ян (Prus Jan) 1859—1926

Пфау Фелікс (Pfau Feliks) ? — 1854

Пшик Степан Степанович 1952

## Р
Радзимовська Валентина Василівна 1886—1953

Радзішевський Броніслав Лєонард (Radziszewski Bronisław Leonard) 1838—1914

Радченко Олена Мирославівна, 1959

Раціборський Маріян (Raciborski Marian) 1863—1917

Рачинський Ян Рудольф (Raczyński Jan Rudolf) 1865—1918

Регеда Михайло Степанович 1960

Рейс Віктор Фелікс (Reis Wiktor Feliks) 1875—1943 

Ректоржик Ернест (Rektorzyk Ernest) 1834—?

Ренцький Роман (Rencki Roman) 1867—1941 

Рессіґ Іґнаци Ян (Ressig Ignacy Jan) 1803—1876 

Ридиґер Людвік (Rydygier Ludwik) 1850—1920 

Родигіна Августа Михайлівна (Родыгина Августа Михайловна), 1893—1965 

Романишин Ярослав Миколайович 1941—2000

Романов Микола Васильович (Романов Николай Васильевич) 1904—1991 

Ротфельд-Ростовський Якуб (Rothfeld-Rostowski Jakub) 1884—1971 

Рудень Василь Володимирович 1953 

Рудий Роман Васильович 1923—2002 

Руднєв Іван Михайлович 1910—1970

## С
Савран Володимир Романович 1937 

Сакфельд Егон Александровіч (Сакфельд Эгон Александрович) 1898—1968 

Сафронова-Паустовська Галина Борисівна 1927—2006 

Сахелашвілі Манана Іванівна, 1948

Седей Томаш Франц (Sedey Tomasz Franz) 1757—1818

Семенова Галина Савівна 1927—2004

Сергієнко Олександр Олексійович 1957

Середницький Анатолій Маркович 1908—1983

Серадзький Влодзімєж Ян (Sieradzki Wlodzimierz Jan) 1870—1941

Січкоріз Льонгін Михайлович (1921—2011)

Скляров Євген Якович 1947

Скляров Олександр Якович 1956

Скляров Яків Павлович 1901—1992

Скороход Іван Васильович 1902 — ?

Скосогоренко Григорій Пилипович 1903—1961

Скочій Павло Григорович 1925—2010

Славіковський Антон (Slawikowski Anton) 1796—1870

Смоляр Ніна Іванівна 1942

Собєраньський Вацлав (Sobieranski Waclaw) 1860—1902

Собчук Богдан Антонович 1909—1974

Созанський Олександр Мирославович 1928—2001

Соловій Адам Ян (Solowij Adam Jan) 1859—1941

Спавенті Ян Франц (Spaventi Jan Franz) -

Стехер Фон Себенітц Фердинанд (Stecher Von Sebenitz Ferdinand)1779—1857

Стойка Ростислав Степанович 1950

Столмакова Анна Іванівна 1912—2002

Странскі Кароль Ігнаци (Stransky Karol Ignacy) -

Страський Вінцентій (Strasky Або Stransky Wincenty) -

Студзинський Іван Вікентійович 1887—1966

Стукало Іван Тимофійович (Стукало Иван Тимофеевич) 1892—1972

Ступко Олексій Іванович 1923

Страський Вінцентій (Strasky Або Stransky Wincenty) -

Сущенко Ігор Трохимович 1932—1997

## Т
Тарасова Енеля Вікторівна 1937—2005

Татаринов Кость Адріанович

Тимочко Михайло Федорович 1935—1998

Тимошенко Леонід Васильович 1921—2004

Тимчук Іван Дмитрович 1932—1988

Тітов Михайло Борисович 1925

Ткаченко Світлана Кузьмівна 1930—2018

Ткаченко Степан Зиновійович 1891—1978

Толлочко Станіслав Кароль (Tolloczko Stanisław Karol) 1868—1935

Томашевський Ярема Ілліч 1929

Трошков Олексій Олександрович (Трошков Алексей Александрович) 1912

Турецька Елеонора Соломонівна (Турецкая Элеонора Соломоновна) 1915—1978

Туркевич Микола Михайлович 1912—1989

Туркевич Юрій Миколайович 1946—2000

## У
Урин Володимир Максимович 1922 — ?

Ухов Олександр Якович 1924

## Ф
Файгел Лонгін (Feigel Longin) 1845—1893

Федоренко Віра Іларіонівна 1947

Федорів Ярема-Роман Миколайович 1942

Федоров Юрій Володимирович 1957

Фецич Тарас Григорович 1958

Філь Юрій Ярославович 1945

Фільц Олександр Орестович 1954

Фільц Орест Володимирович 1928—2005

Фінґер Йозеф (Finger Jozef) -

Флюнт Ігор-Северин Степанович 1943

Фогел Павло Йосипович 1933

Фоґт Август Християн (Voigt August Chrystyan) 1809—1890

Фомін Дмитро Харитонович 1924—1966

Фрайт Володимир Михайлович, 1932

Франке Маріян (Franke Marian) 1877—1944

Франс Фріц — Професор Хірургії 1835-40

Фрітш Ян (Fritsch Jan) 1748—1793 Професор Хірургії (1787-93)

Фрішман Михайлина Миколаївна (Фришман Михалина Николаевна) 1926

Федоров Іван Гнатович (Федоров Иван Игнатьевич) 1910—1972

## Х
Хладек Ернест (Chladek Ernest) ? — 1820

Хмель Єжи (Chmel Jerzy) 1747—1806

Хмелевська Світлана Сергіївна 1941

Хоменко Григорій Гнатович 1892

## Ц
Цєшинський Антоній (Cieczynski Antoni)1882—1941

Ципковський Василь Пантелеймонович 1906

## Ч
Чаплинський Володимир Васильович 1920—2005

Чернов Василь Михайлович (Чернов Василий Михайлович)1901

Чернов Віктор Іванович (Чернов Виктор Иванович) 1903—1963

Чижевіч Адам (Czyzewicz Adam) 

Чопоров Петро Абрамович (Чопоров Петр Абрамович) 1901 — ?

Чоп'як Валентина Володимирівна 1956

Чорная Лариса Олександрівна (Черная Лариса Александровна) 1902—1974

Чуклін Микола Іванович (Чуклин Николай Иванович) 1927

Чуклін Сергій Миколайович 1958

Чучмай Георгій Семенович 1935—1994

## Ш
Шапіро Ізраель Якович 1909—2001

Шарипкін Сергій Якович 1941

Шевага Володимир Миколайович 1939

Шевченко Леонід Юрійович 1945

Шегедин Марія Броніславівна 1949

Шимоновіч Владислав (Szymonowicz Wladyslaw) 1869—1939

Шишиловіч Ігнаци (Szyszylowicz Ignacy) 1857—1910

Шіверек Свіберт Бурхард (Schiverek Swibert Burkhard) 1742—1807

Шлемкевич Михайло Петрович 1928—1998

Шрамм Гілярій Паулін (Schramm Hilary Paulin) 1857—1940

Штабський Борис Мойсейович 1929

Штейн Олександр Олександрович (Штейн Александр Александрович) 1895—1971

Штейнберг Марк Абрамович 1897 — ?

Штойзінг Здзіслав Кароль Юліан (Steusing Zdzislaw Karol Julian) 1883—1952

Шуліславський Адам Богдан (Szulislawski Adam Bogdan)1865—1911

Шуляк Олександр Владиславович 1967

Шульце Карл (Schulze Karl) 1905—1966

Щєрбакова Анна Костянтинівна (Щербакова Анна Константиновна)

## Ю
Юраш Антоній Станіслав (Jurasz Antoni Stanislaw) 1847—1923

Юрженко Олександр Іванович 1910—1999

Юрмін Євгеній 

Юсько Стефанія Михайлівна 1918

## Я
Яворський Микола Петрович 1915

Яворський Остап Григорович 1950

Ялови Болєслав Роман (Jalowy Boleslaw Roman) 1906—1943

Яремко Євген Омелянович 1930

Яцкевич Ярополк Євгенович 1933

Ященко Антоніна Михайлівна 1946